# Gabriele Hinzmann
Gabriele Hinzmann (Schwerin, 1947. május 31. –) olimpiai érmes német atléta, diszkoszvető.

## Pályafutása
1972-ben vett részt első alkalommal az olimpiai játékokon. Münchenben egyedüli kelet-németként jutott be a női diszkoszvetés számának döntőjébe, ahol hatodikként zárt. Két évvel később, az Európa-bajnokságon bronzérmet szerzett.
1976-ban, a montreali olimpián a legjobb eredménnyel jutott túl a selejtezőkörön, a döntőben azonban csak harmadik lett.

## Egyéni legjobbjai
- Diszkoszvetés - 67,02 méter (1973)